# Мелкое (озеро, Беломорский район)
Мелкое — озеро на территории Сосновецкого сельского поселения Беломорского района Республики Карелии.

## Общие сведения
Площадь озера — 2,4 км², площадь водосборного бассейна — 179 км². Располагается на высоте 61,6 метров над уровнем моря.
Форма озера округлая. Берега каменисто-песчаные, местами заболоченные.
Через озеро протекает река Уда, впадающая в Сороку (левый рукав Нижнего Выга).
В озере расположены два безымянных острова.
К востоку от озера проходит лесовозная дорога.
Код объекта в государственном водном реестре — 02020001311102000008876.